# Standard Vanguard (Phase III)
Der Standard Vanguard der Phase III ist ein Personenkraftwagen des ehemaligen britischen Automobilherstellers Standard, der von 1955 bis 1958 gebaut wurde. Als Nachfolger des Vanguard Phase II war er die dritte Generation der 1948 eingeführten Vanguard-Reihe. Der Vanguard Phase II hat einige Schwestermodelle mit einfacherer oder besserer Ausstattung. Ein stilistisch überarbeiteter Nachfolger des Vanguard Phase III erschien 1958 als Standard Vanguard Vignale, der seinerseits zum Vanguard Six weiterentwickelt wurde.

## Entstehungsgeschichte
Die in Coventry ansässige Standard Motor Company hatte 1948 den Vanguard auf den Markt gebracht, der als Einheitsmodell die weit gefächerte Modellpalette der Vorkriegszeit ersetzte. Ergänzt wurde er lediglich durch einige Modelle der Marke Triumph, die zum Standard-Konzern gehörte. Mit seiner Pontonkarosserie und dem Buckelheck war der rückblickend als Phase I bezeichnete erste Standard Vanguard stilistisch einer der modernsten britischen Pkw seiner Zeit, hatte allerdings weiterhin ein separates Chassis. Nach fünf Jahren überarbeitete Standard den Vanguard stilistisch: Zum Frühjahr 1953 erhielt die Limousine bei weitestgehend unveränderter Technik eine Stufenheckkarosserie, die übersichtlicher war und mehr Platz bot als das ursprüngliche Rundheck-Modell. In dieser Form hieß der Wagen Vanguard Phase II. Er war ein Übergangsmodell, das als Limousine nur bis 1955 und als Kombi bis 1956 gebaut wurde. Bereits im Herbst 1955 ersetzte Standard ihn durch die dritte Generation des Vanguard, die nicht nur stilistisch, sondern auch technisch völlig neu entwickelt worden war.
Der Vanguard Phase III war nicht mehr das einzige Modell der Marke Standard: Ab 1953 hatte Standard die kleinere Typenfamilie Eight/Ten/Pennant eingeführt, die die Marktsegmente unterhalb des Vanguard abdecken sollte. Anders als bei den ersten beiden Vanguard-Baureihen leitete Standard zudem vom Phase III einige Schwestermodelle ab: Weitgehend baugleich sind das leistungsstärkere Modell Standard Sportsman (1956 bis 1958) sowie der schlichter ausgestattete Standard Ensign (1957 bis 1963). 1958 wurde der Vanguard Phase III durch den Vanguard Vignale ersetzt, bei dem Standard technische und stilistische Neuerungen übernahm, die sie ein Jahr vorher schon beim Ensign eingeführt hatte.
Entwicklung und Produktion des Vanguard Phase III fielen in eine Zeit des Umbruchs bei Standard. Die Planungen waren noch unter der Leitung von John Black abgeschlossen worden, der Standard seit 1929 geführt hatte. Als das Auto in die Produktion ging, hatte Black das Unternehmen bereits im Streit verlassen; das neue Management versuchte in vielen Bereichen, mit Blacks Erbe zu brechen. Zu dieser Zeit setzten auch wirtschaftliche Schwierigkeiten ein, die letztlich 1960 zur Übernahme Standards durch Leyland führten.

## Modellbeschreibung

### Karosserie

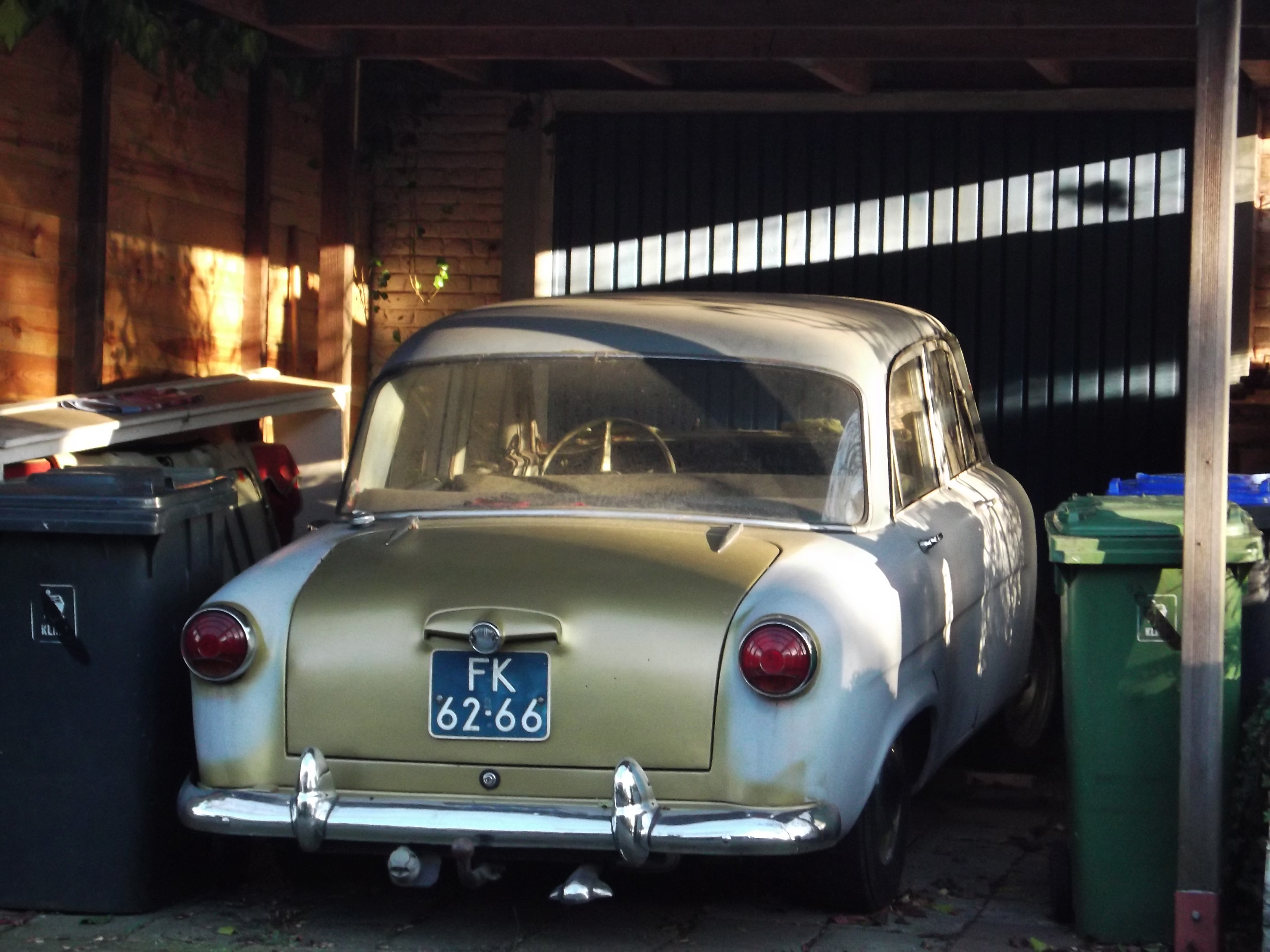
Heckpartie des Saloon

Der Standard Vanguard hat anders als seine Vorgänger eine selbsttragende Karosserie. Die tragenden Strukturen wurden von Pressed Steel konstruiert und zugeliefert.
Der Vanguard Phase III war als Limousine (Saloon) und als Kombi (Estate) erhältlich. Die Karosserien beider Varianten waren völlig neu gestaltet. Im Gegensatz zu den beiden ersten Vanguard-Generationen kam der Basisentwurf nicht von Standards Designchef Walter Belgrove, sondern von dem US-amerikanischen Designer Carl Otto, der sich nach einigen Jahren der Mitarbeit im Studio von Raymond Loewy 1951 selbständig gemacht hatte. Belgrove überarbeitete Ottos Entwurf allerdings im Hinblick auf die Vorgabe, die Dimensionen zu reduzieren.
Die Karosserien der Limousine und des Kombi folgen der Pontonform. Die Gürtellinie verläuft annähernd waagerecht. Die vorderen Kotflügel münden auf jeder Seite in einen Rundscheinwerfer. Die Dachlinie der Limousine ist trapezförmig. Die Limousine hat ein Stufenheck und vier Türen. Einige Designdetails griffen Gestaltungsmerkmale von US-amerikanischen Mittelklassefahrzeugen auf. Die profilierten Flanken hatten ihr Vorbild in den Studebaker-Limousinen des Modelljahrs 1953. Die Gestaltung der Frontpartie, bei der eine horizontal angeordnete Strebe die Kühleröffnung in einen oberen und einen unteren Teil gliedert, kopierte unter anderem die der 1953er Plymouth-Modelle; die Anordnung der vorderen Blinker in den äußeren Enden der Strebe ist ebenso ein Zitat älterer Fords wie die runden Heckleuchten.
Der Vanguard Phase III Kombi hat drei Seitenfenster auf jeder Fahrzeugseite. Die D-Säule am Fahrzeugheck ist breit und beeinträchtigt die Übersichtlichkeit. Die Heckklappe ist waagerecht geteilt: Der obere Teil ist am Dach angeschlagen, der untere Teil oberhalb der Stoßstangen.
Das Karosseriedesign war umstritten. Ted Grinham, der das Management des Standard-Konzerns nach dem Abgang von Sir John Black 1956 übernommen hatte, kritisierte den Entwurf wiederholt öffentlich. Die Kritik führte dazu, dass Walter Belgrove das Unternehmen 1956 verließ.

### Fahrwerk
Die dritte Vanguard-Generation hat vorn einzeln aufgehängte Räder mit Schraubenfedern, die mit einem Hilfsrahmen verschraubt ist. Hinten ist eine Starrachse mit halbelliptischen Blattfedern eingebaut. Das Auto hat Trommelbremsen von Lockheed an allen Rädern.

### Motor
Die Motorisierung des Vanguard Phase III entspricht der der älteren beiden Vanguard-Generationen. Sie unterscheidet sich deutlich von den Motorisierungen der auf dem Vanguard Phase III basierenden Schwestermodelle Ensign und Sportsman.
Alleinige Motorisierung des Vanguard Phase III ist ein Vierzylinder-Ottomotor, der in abgewandelter Form auch in den Traktor Ferguson TE20 eingebaut wurde. Der Reihenmotor hat einen Hubraum von 2088 cm³ (Bohrung × Hub: 85 × 92 mm). Die Gemischaufbereitung übernimmt ein einzelner Solex-Vergaser. Der Motor hat nasse Zylinderlaufbuchsen und eine OHV-Ventilsteuerung. Das Verdichtungsverhältnis beträgt 7,0 : 1. Der Motor leistet nun 69 bhp (51 kW) bei 4200 min−1.
Die Kraft wird über ein vollsynchronisiertes Dreiganggetriebe mit Lenkradschaltung auf die Hinterräder übertragen. Für den Ottomotor war gegen Aufpreis ein Overdrive von Laycock de Normanville erhältlich. Standards neu konstruiertes Vierganggetriebe, das bereits ab 1957 serienmäßig im Ensign eingebaut wurde, gab es im Vanguard Phase III nicht; erst der Nachfolger Vanguard Vignale wurde mit ihm ausgestattet.
Im Gegensatz zum Vanguard Phase II (und zum Schwestermodell Ensign) war der Vanguard Phase III nicht mit einem Dieselmotor erhältlich.

### Abmessungen und Gewichte
Der Radstand des Vanguard Phase III ist etwa 200 mm länger als der seiner Vorgänger; die Gesamtlänge übertrifft mit 4369 mm die der ersten beiden Vanguards um etwa 90 mm. Das Längenwachstum wirkt sich auf den Fahrgastraum aus, der größer bemessen ist. Der Vanguard Phase III ist etwa 90 kg leichter als sein Vorgänger.

### Fahrleistungen
Ein Vanguard Phase III mit Overdrive wurde vom britischen Magazin The Motor 1956 getestet. Der Wagen erreichte eine Höchstgeschwindigkeit von 134,7 km/h und benötigte 21,7 s für die Beschleunigung von 0–100 km/h. Er verbrauchte 10,9 l/100 km.

## Ute

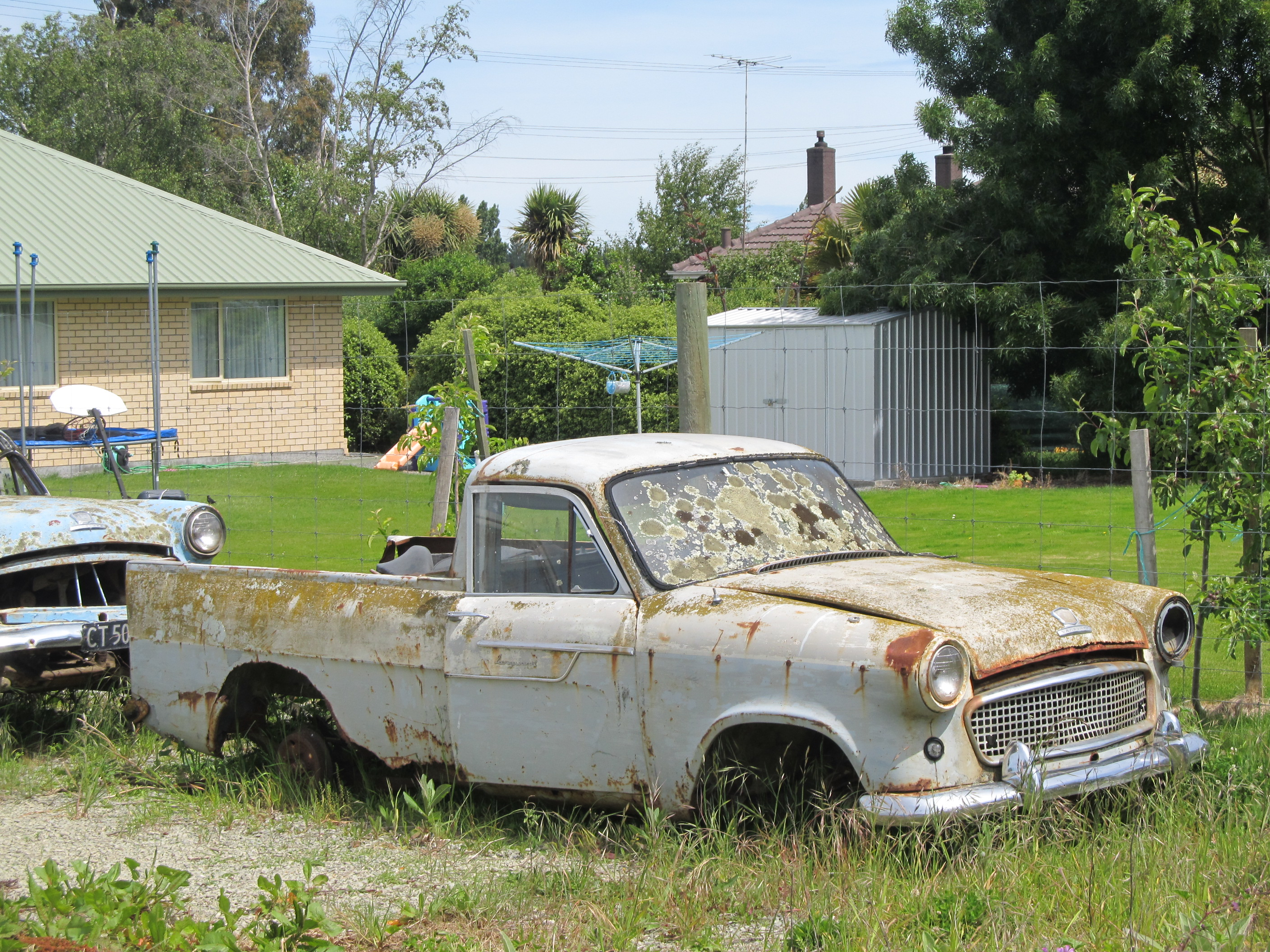
Standard Vanguard Phase III Ute

Wie schon bei den vorangegangenen Vanguard-Generationen baute das in Port Melbourne ansässige Unternehmen Australian Motor Industries (AMI) vor allem für den australischen und neuseeländischen Markt eine Pick-up-Version (im lokalen Sprachgebrauch: Ute) des Vanguard Phase III.

## Produktion und Preise
Der Vanguard Phase III wurde im Herbst 1955 auf der Earls Court Motor Show in London vorgestellt; unmittelbar danach begann die Auslieferung an die Händler. Bis zum Herbst 1958 entstanden 37.194 Vanguard Phase III. Damit ist die dritte Vanguard-Generation die am schwächsten verbreitete.
Bei Markteinführung 1955 kostete der Vanguard Phase III £ 898 einschl. Steuern; ein Jahr später war der Preis auf 998 £ und 1957 schließlich auf 1.103 £ gestiegen. Zu dieser Zeit erschien der vereinfachte Standard Ensign, der wiederum für 900 £ angeboten wurde.